# Bajo el alma
Bajo el alma est une telenovela mexicaine diffusée en 2011 par Azteca 7.

## Distribution
- Matías Novoa - Diego Cavazos (antes Diego Quiroz)
- Bárbara del Regil - Giovanna Negrete
- Ari Telch - Mario Quiroz
- Juan Manuel Bernal - Armando Bravo
- Roberto Sosa - Mario "el alacrán"
- Lía Ferré - Natividad
- Claudia Lobo - Sofía de Quiroz
- Alma Delfina - Concepción de Negrete
- Carlos Aragón - Pedro Negrete
- Javier Díaz Dueñas - Ignacio
- Paulette Hernández - Carlota Quiroz
- Pía Watson - Roberta Quiroz
- Ricardo Esquerra - Jesús Negrete
- María Rebeca - Monserrat
- Sergio Bonilla - Emiliano
- Jorge Eduardo - Jorge Negrete
- Amanda Araiz - Gabriela Negrete
- Emilio Guerrero - Amado
- Ramiro Torres - Gachito
- Marilú Bado - Leticia
- Gabriela Barajas - Dayami
- Bernardo Benítez - Chalino
- Diana Leín - Rafaela
- Alberto Zeni - Raúl
- Joaquín Cazals - Iván
- Amorita Rasgado - Lorena
- Germán Girotti - Darío
- Luis Romano - Barman
- Denise Marion - Denisse
- Socorro Miranda - Emilia
- María Alejandra Molina - Caridad
- María Gelia - Doña Remedios
- Flor Payán - Vanessa
- Ricardo Palacio - Perkins
- Ivonne Zurita - Erika
- Edwarda Gurrola - Luisa
- Juanma Muñoz - El Argentino

## Diffusion internationale
| Pays    | Chaîne   | Titre        | Série première |
| ------- | -------- | ------------ | -------------- |
| Mexique | Azteca 7 | Bajo el alma | 30 mai 2011    |

### Sources
- (es) Cet article est partiellement ou en totalité issu de l’article de Wikipédia en espagnol intitulé « Amor cautivo » (voir la liste des auteurs).